# 霜上雄一
霜上 雄一（しもがみ ゆういち、1998年3月5日 - ）は、日本の男子バドミントン選手。八代東高校出身。

## 経歴
日本体育大学に在学中の、2019年のインカレでは、三上楓とのダブルスで小倉由嵩 / 三橋健也を破り3位となった。
卒業後は日立情報通信エンジニアリングに入社。男子ダブルスでは同所属同い年の野村拓海とペアを組む。
2022年の全日本社会人選手権では、混合ダブルスで再春館製薬の加藤佑奈とのペアで優勝。
2023年からは混合ダブルスでYONEX所属の保原彩夏とペアを組む。同年の全日本社会人選手権で混合ダブルスで優勝し2連覇を達成した。
2024年の日本ランキングサーキット大会の混合ダブルスで優勝。
同年7月の北マリアナ・オープンでは、男子ダブルスならびに混合ダブルスで2冠を達成した。
同年10月のマレーシア・オープン (スーパー100)では、混合ダブルスで決勝に進出し、葉宏蔚 / ニコル・ゴンザレス・チャンに19-21, 21-12, 20-22の接戦で惜敗し準優勝となった。
同年11月のジャパン・マスターズでは、男子ダブルス2回戦で、世界ランク10位の李哲輝 / 楊博軒を破って番狂わせを起こした。